# Vulcan (Michigan)
Vulcan ist eine Siedlung auf gemeindefreiem Gebiet im Dickinson County im US-amerikanischen Bundesstaat Michigan.

## Geografie
Vulcan liegt im mittleren Westen der Oberen Halbinsel von Michigan. Rund 3 km südlich von Vulcan fließt der Menominee River, der bis zu seiner Mündung in den Michigansee die Grenze zu Wisconsin bildet. An der westlichen Ortsgrenze liegt die Stadt Norway, Iron Mountain liegt wenige Kilometer weiter westlich.
Die geografischen Koordinaten von Vulcan sind 45°46′50″ nördlicher Breite und 87°51′45″ westlicher Länge. Vulcan ist die einzige Siedlung innerhalb der Norway Township.

## Verkehr
Der U.S. Highway 2 verläuft in West-Ost-Richtung durch Vulcan. Alle weiteren Straßen sind untergeordnete Landstraßen, teils unbefestigte Fahrwege sowie innerörtliche Verbindungsstraßen.
Parallel zum US 2 verläuft eine Eisenbahnstrecke der Canadian National Railway.
Mit dem Ford Airport in Iron Mountain befindet sich 21,8 km westlich der nächste Regionalflughafen.

## Geschichte
Am 12. September 1877 ließ sich hier eine Bergbaugesellschaft nieder, nachdem 1872 Erkundungsarbeiten der Milwaukee Iron Company zur Errichtung der berühmten Vulcan Mine geführt hatten. Hieraus entwickelte sich die gleichnamige Ortschaft. Die frühere Mine dient heute als Schaubergwerk, in dem geführte Touren angeboten werden.

## Bekannte Bewohner
- Charlotte Armstrong, amerikanische Kriminalautorin, wurde hier am 2. Mai 1905 geboren